# Takayuki Tada
Takayuki Tada (多田 高行 Tada Takayuki?), född 7 april 1988 i Kagawa prefektur, är en japansk fotbollsspelare.
Tada började sin karriär 2010 i Giravanz Kitakyushu. Han spelade 103 ligamatcher för klubben. Han avslutade karriären 2016.